# Nova Era (álbum de Art Popular)
Nova Era é o segundo álbum de estúdio do grupo brasileiro de samba Art Popular, lançado em 1995 pela gravadora EMI Brasil.

## Faixas
Todas as músicas compostas por Leandro Lehart, exceto onde especificado.
Lado A
1. Levada Da Onda 	4:08
2. Valeu Demais 	3:48
3. Nova Era 	3:51
4. Medo 	3:54
5. Romance De Verão 	4:18
6. Botando Pra Quebrar (Leandro Lehart/Ademir Fogaça) 	3:35

Lado B
1. Iraê 	3:46
2. Bom-Bocado 	3:24
3. Dindinha (Leandro Lehart/Evandro) 	3:28
4. Miragem (Leandro Lehart/Ademir Fogaça) 	4:03
5. Dignidade 	3:50
6. Dar As Mãos (Leandro Lehart/Malli) 	5:28

## Integrantes
- Leandro Lehart – vocal, cavaquinho
- Márcio Art – reco-reco
- Tcharlinho – pandeiro
- Marcelo Malli – tantã
- Evandro Costa – repique de mão
- Denilson Pimpolho – tantã